# Джонатан Баркър
Джонатан Баркър (на английски: Jonathan Barker) е американски писател на бестселъри в жанра трилър, хорър и фентъзи. Пише под псевдонима Дж. Д. Баркър (на английски: J. D. Barker).

## Биография и творчество
Джонатан Дилън Баркър е роден на 7 януари 1971 г. в Ломбард, Илинойс, САЩ. Отраства в Кристъл Лейк, Илинойс, а след 14-ата си година в Енгълууд, Флорида. Чете много и започва да пише истории още като тийнейджър. Учи в Института по изкуствата във Форт Лодърдейл, където получава бакалавърска степен по мениджмънт.
Докато е в колежа, Пол Галота от списание „Циркус“ се свързва с него и го кани в екипа на списание „Двадесет и петият паралел“, където Баркър работи рамо до рамо с човека, който по-късно ще стане известен под името Мерилин Менсън. От 1991 г. прави множество интервюта с известни знаменитости от поп културата за списания като Seventeen, TeenBeat и др. През 1992 г. започва да пише като колумнист своя колонка, наречена „Откровение“, в която описва изследвания на духовни места и свръхестествени събития. Работи почти 20 години като писател в сянка и като редактор на ръкописи, помагайки на други писатели. Шест от книгите, по които работи, стават бестселъри.
През 2014 г. е издаден хорър романът му Forsaken („Изоставен“) под псевдонима Дж. Д. Баркър. Той става бестселър и е номиниран за наградата „Брам Стокър“. За сюжета получава разрешение от Стивън Кинг да ползва героя му Лийлънд Гонт от романа „Неизживени спомени“. След като се запознава с Forsaken, фамилията на Брам Стокър го избира да напише продължение на романа „Дракула“ заедно с Дакър Стокър, използвайки оригиналните непубликувани записи на Брам Стокър.
През 2017 г. е издаден трилърът му „Четвъртата маймуна“ от поредицата „Детектив Сам Портър“. Главният герой, детектив Сам Портър, е главен разследващ на престъпленията на серийния убиец У4М (убиец Четирите маймуни), тероризиращ гражданите на Чикаго. В борба с изплъзващото се време и личните си демони той трябва да открие последното похитено от престъпника момиче, използвайки дневника на загиналия убиец.
Освен че пише трилъри за детектив, той сам участва в разследване. На срещата за 20-годишнината на випуска си разбира, че негов приятел е убит в Тампа. Помага на семейството му в разследването и се оказва, че разследващият детектив от Флорида повече от 20 години е злоупотребявал с имената на жертвите и е прал пари със съпругата си в системата на затворите.
Джонатан Баркър живее със семейството си в Питсбърг, Пенсилвания и Енгълууд, Флорида.

## Произведения

### Самостоятелни романи
- Forsaken (2014)
Тя винаги се завръща, изд.: ИК „Плеяда“, София (2021), ISBN 978-954-409-442-3, прев. Сибин Майналовски
- Dracul (2018) – с Дакър Стокър
Дракул, изд.: ИК „Плеяда“, София (2019), ISBN 978-954-409-399-0, прев. Елена Павлова
- She Has A Broken Thing Where Her Heart Should Be (2020)
Сърца за изгаряне. Хроника на августовските убийства, изд.: ИК „Плеяда“, София (2020), ISBN 978-954-409-417-1, прев. Сибин Майналовски
- The Coast-to-Coast Murders (2020) – с Джеймс Патерсън
Огледално зло, изд.: ИК „Плеяда“, София (2021), ISBN 978-954-409-435-5, прев. Сибин Майналовски
- A Caller's Game (2021)
Избери си жертва, изд.: ИК „Плеяда“, София (2021), ISBN 978-954-409-429-4, прев. Сибин Майналовски
- The Noise (2021) – с Джеймс Патерсън
Апокалиптично, изд.: ИК „Плеяда“, София (2021), ISBN 978-954-409-445-4, прев. Сибин Майналовски
- Death of the Black Widow (2022) – с Джеймс Патерсън
Смъртта на Черната вдовица, изд.: ИК „Плеяда“, София (2022), ISBN 978-954-409-456-0, прев. Сибин Майналовски
- Behind A Closed Door (2024)
Зад една затворена врата, изд.: ИК „Плеяда“, София (2024), ISBN 978-954-409-482-9, прев. Сибин Майналовски
- Heavy Are The Stones (2024) – с Кристин Дейгъл
Тежки са камъните, изд.: ИК „Плеяда“, София (2025), ISBN 978-954-409-500-0, прев. Сибин Майналовски

### Серия „Детектив Сам Портър“ (Detective Sam Porter)
1. The Fourth Monkey (2017)
Четвъртата маймуна, изд.: ИК „Плеяда“, София (2017), ISBN 978-954-409-380-8, прев. Юлия Чернева
2. The Fifth to Die (2018)
И пета ще умре, изд. ИК „Плеяда“, София (2019), ISBN 978-954-409-405-8, прев. Елена Павлова
3. The Sixth Wicked Child (2019)
Шестото покварено дете, ИК „Плеяда“, София (2019), ISBN 978-954-409-409-6, прев. Сибин Майналовски

### Разкази
- Mondays (1993)
- Among Us (1995)
- The Sitter (1996)
- Wicked Ways (1997)
- A Caller's Game (1997)
- Room 108 (1998)
- Hybrid (2011)[1]
- Of the Lake (2011)[2]